# Placówka Straży Granicznej w Nowym Dworze
Placówka Straży Granicznej w Nowym Dworze – graniczna jednostka organizacyjna Straży Granicznej realizująca zadania w ochrony granicy państwowej z Republiką Białoruską.

## Formowanie i zmiany organizacyjne
Placówka Straży Granicznej w Nowym Dworze (PSG w Nowym Dworze), została powołana 24 sierpnia 2005 Ustawą z 22 kwietnia 2005 O zmianie ustawy o Straży Granicznej..., w strukturach Podlaskiego Oddziału Straży Granicznej z przemianowania dotychczas funkcjonującej strażnicy Straży Granicznej w Nowym Dworze (Strażnica SG w Nowym Dworze). Siedziba placówki położona jest w odległości 6 km od linii granicy państwowej.

## Ochrona granicy
Na obszarze chronionym przez placówkę granica państwowa przebiega w terenie w 50% odkrytym po stronie RP, natomiast od strony Białorusi teren jest w całości zalesiony.
Zgodnie z rozporządzeniem Wojewody Podlaskiego wprowadzono zakaz przebywania na pasie drogi granicznej:
- Odcinek granicy państwowej przebiegającej przez gminę Nowy Dwór na całej jego długości.

Placówka Straży Granicznej w Nowym Dworze ochrania odcinek granicy państwowej z Republiką Białorusi o długości 13,640 km.

### Terytorialny zasięg działania
Stan z 2 grudnia 2016
Obszar działania Placówki Straży Granicznej w Nowym Dworze obejmował:
- Od znaku granicznego nr 599 do znaku gran. nr 576.
- Linia rozgraniczenia z:

1. Placówką Straży Granicznej w Lipsku: włączony znak gran. nr 599, dalej granicą gmin Lipsk i Sztabin oraz Nowy Dwór i Dąbrowa Białostocka.
2. Placówką Straży Granicznej w Kuźnicy: wyłączony znak gran. nr 576, dalej wyłączona miejscowość Wołyńce, wyłączona miejscowość Kuścińce, wyłączona miejscowość Zajzdra, dalej granicą gmin Sidra oraz Kuźnica i Sokółka.

- Poza strefą nadgraniczną obejmował z powiatu sokólskiego gmina Suchowola.

Stan z 1 sierpnia 2011
Obszar działania obejmował:
- Od znaku granicznego nr 1718 do znaku granicznego nr 1695
- Linia rozgraniczenia z:

1. Placówką Straży Granicznej w Lipsku: włącznie znak graniczny nr 1718, dalej granicą gmin Lipsk i Sztabin oraz Nowy Dwór i Dąbrowa Białostocka.
2. Placówką Straży Granicznej w Kuźnicy: wyłącznie znak graniczny nr 1695, dalej wyłącznie miejscowość Wołyńce, wyłącznie miejscowość Kuścińce, wyłącznie miejscowość Zajzdra, dalej granica gmin Sidra oraz Kuźnica i Sokółka.

- Poza strefą nadgraniczną obejmował z powiatu sokólskiego gmina Suchowola.

### Wydarzenia
- 2018 – 11 czerwca odbyło się uroczyste wmurowanie Aktu Erekcyjnego pod budowę nowej Placówki SG w Nowym Dworze[4].
- 2019 – w związku z budową nowych obiektów, do czasu zakończenia robót tymczasową siedzibą Placówki SG w Nowym Dworze była Placówka Straży Granicznej w Lipsku. Zakończenie robót budowlanych w Placówce SG w Nowym Dworze zaplanowane było na III kwartał 2019. Ich wartość to około 11,5 mln złotych[5].
- 2019 – 6 października odbyło się uroczyste oddanie do użytkowania nowego obiektu Placówki SG w Nowym Dworze. Inwestycja współfinansowana została zrealizowana w ramach projektu nr PL/2018/PR/0033 pt. „Budowa Placówki Straży Granicznej w Nowym Dworze” współfinansowanego z Programu Krajowego Funduszu Bezpieczeństwa Wewnętrznego – Instrument na rzecz Wsparcia Finansowego w zakresie Granic Zewnętrznych i Wiz na lata 2014–2020. W ramach realizacji tego zadania powstał m.in. budynek administracyjny, garaże, kojce z budami, wybieg oraz tor przeszkód dla psów służbowych, wieża łączności radiowej z przyłączami i instalacjami, a także ogrodzenie kompleksu z monitoringiem[6].

### Placówki sąsiednie
- Placówka SG w Lipsku ⇔ Placówka SG w Kuźnicy – 1.08.2011[d].

## Komendanci placówki
- ppłk SG Janusz Asanowicz (24.08.2004[7][8]–był 17.05.2014[9])
- ppłk SG Krzysztof Pampuch (był 14.10.2014[10]–31.07.2018[11])
- kpt. SG Wojciech Zyśkowski p.o. (1.08.2018–7.10.2018)[11]
- kpt. SG Wojciech Zyśkowski (od 8.10.2018)[11]
- mjr SG Janusz Szoka p.o. (był 20.10.2024)
- ppłk SG Adam Kaźmierczak p.o. (był 25.03.2025–obecnie)[1].